# Грань (сезон 3)
Третий сезон телесериала «Грань», который транслировался на телеканале Fox с 23 сентября 2010 года по 6 мая 2011 года. Сезон включает в себя 22 эпизода. В России сериал был показан на телеканале ТВ3.

## Обзор сезона
В изначальной вселенной Лже-Оливия выполняет задания Альт-Уолтера по поиску деталей для «устройства судного дня», в то время как настоящая Оливия в параллельном мире пытается всеми силами держаться за свою жизнь, пока над ней проводят эксперименты по внедрению воспоминаний ее двойника. Оливии удается вернуться домой, а ее двойник эвакуируется на Ту Сторону.
Уолтер, унаследовав от Уильяма Белла «Мэссив Дайнэмик», после мотивации Нины Шарп подключает ее ресурсы для поиска деталей и сборки собственного устройства, описание которого было найдено в книге о загадочных Первых людях — великой цивизизации, предположительно погибшей до появления динозавров. В этой книге раскрывается, что устройство носит название «Вакуум» и может служить как для создания, так и для уничтожения миров. К тому же обе стороны приходят к выводу, что машина будет работать исключительно с привлечением ДНК одного контректного человека — Питера Бишопа. Он в свою очередь занят не только попытками разобраться в природе этого устройства — для него важно вернуть любовь и доверие Оливии, которая, вернувшись из параллельной вселенной, узнала, что Питер не распознал её двойника и был с ней в романтических отношениях. Оливия чувствует себя преданной.
Теперь уже на обеих сторонах понимают, что устройство уничтожит одну из вселенных. Поэтому по приказу Альт-Уолтера на Той Стороне ускоряют беременность Лже-Оливии, которая была в отношениях с Питером под видом Оливии Данэм из оригинальной вселенной, и берут ДНК ее сына для активации машины. Уолтер знает, что, чтобы спасти мир, ему придется пожертвовать сыном. Питер входит в машину и видит будущее, которое ему предстоит изменить.

## В ролях

### Основной состав
| - Анна Торв — Оливия Данэм (21 эпизод) - Джошуа Джексон — Питер Бишоп (19 эпизодов) - Лэнс Реддик — Филипп Бройлз (19 эпизодов) | - Блэр Браун — Нина Шарп (10 эпизодов) - Джесика Николь — Астрид Фарнсворт (21 эпизод) - Джон Ноубл — Уолтер Бишоп (22 эпизода) |

### Второстепенный состав
| - Майкл Керверис — Сентябрь/Наблюдатель (22 эпизода) - Райан Макдональд — Брэндан Файетт (12 эпизодов) - Сет Гейбл — Линкольн Ли (10 эпизодов) - Керк Асеведо — Чарли Фрэнсис (6 эпизодов) - Андре Ройо — Генри Хиггинс (3 эпизода) - Эми Мэдиган — Мэрилин Данэм (3 эпизода) - Филип Уинчестер — Фрэнк Стэнтон (3 эпизода) - Кевин Корриган — Сэмюель Уайсс (3 эпизода) | - Юджин Липински — Декабрь/Наблюдатель (2 эпизода) - Себастьян Роше — Томас Джером Ньютон (2 эпизода) - Джерард Планкетт — сенатор Джеймс Ван Хорн (2 эпизода) - Карен Холнесс — Диана Бройлз (2 эпизода) - Леонард Нимой — доктор Уильям Белл (1 эпизод) - Орла Брейди — Элизабет Бишоп (1 эпизод) - Кларк Миддлтон — Эдвард Маркхэм (1 эпизод) - Джей Ар Борн — агент Эдвардс (1 эпизод) |

## Эпизоды
| № общий | № в сезоне | Название                                                                       | Режиссёр           | Автор сценария                                                                                     | Дата премьеры    | Произв. код | Зрители в США (млн) |
| --- | ---------- | ------------------------------------------------------------------------------ | ------------------ | -------------------------------------------------------------------------------------------------- | ---------------- | ----------- | ------------------- |
| 44 | 1          | «Olivia» «Оливия»                                                              | Джо Шаппелл        | Дж. Х. Уаймен и Джефф Пинкнер                                                                      | 23 сентября 2010 | 3X6101      | 5,83                |
| Оливия заключена на «той» стороне. Ей вводят препараты, чтобы заменить её память на память альтернативной Оливии. Но она борется, чтобы попасть домой. Тем временем альтернативная Оливия находится с ничего не подозревающими Уолтером и Питером. |            |                                                                                |                    | |                  |             |                     |
| 45 | 2          | «The Box» «Шкатулка»                                                           | Джеффри Хант       | Джош Сингер и Грэм Роланд                                                                          | 30 сентября 2010 | 3X6102      | 5,24                |
| В серии показывается команда подразделения «За гранью» с «этой» стороны. Герои расследуют загадочные случаи впадания людей в трансоподобное состояние, что в конечном итоге приводило к смертям. Единственный «подозреваемый» — загадочный ящик, шкатулка. Пока Питер и Уолтер работают над выяснением принципа работы шкатулки, другая Оливия пытается повлиять на ничего не подозревающего Бишопа-младшего. Между тем, в «Мэссив Дайнемик» происходит оглашение завещания Уилльяма Белла, в которое включены лишь два человека — Нина Шарп и Уолтер Бишоп. |            |                                                                                |                    | |                  |             |                     |
| 46 | 3          | «The Plateau» «Плато»                                                          | Брэд Андерсон      | Эллисон Шапкер и Моника Овусу-Брин                                                                 | 7 октября 2010   | 3X6103      | 5,19                |
| События происходят в параллельной реальности. Майло Стенфилд был умственно отсталым. Его сестра, Мадлен, зарегистрировала его как подопытного для испытаний экспериментальных препаратов. В итоге, после пятого сеанса, Майло уже мог анализировать вероятности сложных событий. Майло избавляется от опасных для себя людей, которые хотят вернуть его в первоначальное состояние, при помощи сложных цепных реакций. Однако, в случае с Оливией - это приводит к появлению неизвестной переменной в его уравнении...                                       |            |                                                                                |                    | |                  |             |                     |
| 47 | 4          | «Do Shapeshifters Dream of Electric Sheep?» «Снятся ли оборотням электроовцы?» | Кеннет Финк        | Дэвид Уилкокс и Мэттью Питтс                                                                       | 14 октября 2010  | 3X6104      | 5,22                |
| Наша Вселенная. Сенатор Ван Хорн два года был оборотнем, пока случайно не попадает в аварию. Чтобы скрыть это, Ньютон пытается выкрасть ещё живого сенатора, но при попытке задержания, убивает его. Уолтер находит способ извлечь из Ван Хорна информацию, но оборотень, подосланный Ньютоном крадет чип и передает его Ньютону. Френсис и поддельная Оливия задерживают Ньютона, и он успевает передать чип Оливии, а сам кончает жизнь самоубийством в тюрьме.                                                                                            |            |                                                                                |                    | |                  |             |                     |
| 48 | 5          | «Amber 31422» «Янтарь 31422»                                                   | Дэвид Стрейтон     | Джош Сингер и Итон Гросс                                                                           | 4 ноября 2010    | 3X6105      | 4,80                |
| События серии происходят в другой реальности и охватывают происшествие с янтарем, в котором застыл один из братьев (как оказалось, все люди в янтаре живы). А что касается Оливии, то она проходит курс исследований и начинает понимать, что она не в своем мире. |            |                                                                                |                    | |                  |             |                     |
| 49 | 6          | «6955 kHz» «6955 кГц»                                                          | Джо Шаппелл        | Роберт Чиапетта и Глен Уитман                                                                      | 11 ноября 2010   | 3X6106      | 4,82                |
| Люди, которые слушают «номерные радиостанции», теряют память, а Уолтер злится что Питер работает с оружием из другого мира, однако, когда Астрид расшифрует значение «номерных радиостанции», Уолтер помирится с Питером. |            |                                                                                |                    | |                  |             |                     |
| 50 | 7          | «The Abducted» «Похищенные»                                                    | Чак Рассел         | Дэвид Уилкокс и Грэм Роланд                                                                        | 18 ноября 2010   | 3X6107      | 4,85                |
| Мир-2. Затихший на какое-то время похититель детей вновь берется за старое. Ситуация в семье полковника Бройлза напрягается, ведь одной из жертв маньяка был сын главы подразделения «За гранью». Оливия раскрывает дело, а также, вновь просит таксиста Генри о помощи. |            |                                                                                |                    | |                  |             |                     |
| 51 | 8          | «Entrada» «Переход»                                                            | Брэд Андерсон      | Джефф Пинкнер и Дж. Х. Уаймен                                                                      | 2 декабря 2010   | 3X6108      | 5,13                |
| Питер узнает правду об Оливии, которая, получив добро на отправку домой, пытается захватить с собой некое устройство, обнаруженное ранее. Бройлз помогает Оливии совершить побег из старой лаборатории Уолтернета. |            |                                                                                |                    | |                  |             |                     |
| 52 | 9          | «Marionette» «Марионетка»                                                      | Джо Шаппелл        | Моника Овусу-Брин и Эллисон Шапкер                                                                 | 9 декабря 2010   | 3X6109      | 4,74                |
| Оливия начинает понемногу оправляться после возврата домой, однако, как и ожидалось, её мучает депрессия - ей трудно осознать, что другой человек жил её жизнью, выполнял её работу и встречался с дорогим ей человеком. Однако, работа помогает отвлечься - некто вырезает у людей органы, которые были пересажены им от другого донора (как выясняется, одного и того же). Какую цель преследует преступник - просто вернуть органы или же стать вторым доктором Франкенштейном?                                                                           |            |                                                                                |                    | |                  |             |                     |
| 53 | 10         | «The Firefly» «Светлячок»                                                      | Чарльз Бисон       | Дж. Х. Уаймен и Джефф Пинкнер                                                                      | 21 января 2011   | 3X6110      | 4,87                |
| В один из вечеров после того, как Наблюдатель спас Питера на озере Рейден, Питер поймал светлячка. Из-за этого другая девочка не поймала этого светлячка и не вернулась домой. Тогда ее отец в сильный дождь отправился искать дочь, и сбил пешехода. Это был Бобби - сын Роско Джойса, одного из кумиров Уолтера. 25 лет спустя Наблюдатель привел Бобби к отцу, чтобы тот попросил Роско помочь Уолтеру Бишопу. |            |                                                                                |                    | |                  |             |                     |
| 54 | 11         | «Reciprocity» «Взаимодействие»                                                 | Жанно Шварц        | Джош Сингер                                                                                        | 28 января 2011   | 3X6111      | 4,53                |
| Подразделение посещает «Мэссив Дайнемик», где идет сборка аппарата Уолтернета. Уолтер очень обеспокоен, считая, что Питер в опасности. Пытаясь понять связь между Питером и этим устройством, он просит помощи Нины Шарп. В это время обнаружено мертвое тело оборотня и начинается новое расследование. |            |                                                                                |                    | |                  |             |                     |
| 55 | 12         | «Concentrate and Ask Again» «Сосредоточься и переспроси»                       | Деннис Смит        | Грэм Роланд и Мэттью Питтс                                                                         | 4 февраля 2011   | 3X6112      | 4,26                |
| Ученый умирает после того, как вдыхает облако синей пыли. Кости ученого растворяются в его теле, и Центр контроля заболеваний начинает опасаться биологической атаки. Кое-кто из прошлого Уолтера неохотно соглашается помочь расследованию. |            |                                                                                |                    | |                  |             |                     |
| 56 | 13         | «Immortality» «Бессмертие»                                                     | Брэд Андерсон      | Дэвид Уилкокс и Итон Гросс                                                                         | 11 февраля 2011  | 3X6113      | 3,74                |
| События вновь происходят в параллельной реальности. Коллеги Филипа Бройлса обеспокоены его отсутствием. Им приходится расследовать дело о биотеррористе, чье оружие - насекомые, питающиеся человеческой плотью. Фальшивия (так называет Оливию из параллельной вселенной Уолтер Бишоп) вновь со своим возлюбленным. Уолтернет все ещё хочет спасти свой мир, но он осознает, что есть определенные границы, которые он не решается перейти. |            |                                                                                |                    | |                  |             |                     |
| 57 | 14         | «6B» «6Б»                                                                      | Томас Ятско        | Глен Уитман и Роберт Чиапетта                                                                      | 18 февраля 2011  | 3X6114      | 4,02                |
| Расследование дела приводит команду к скорбящей вдове, которая, сама того не ведая, налаживает связь с другой вселенной, что может привести к всемирной катастрофе. Поэтому Уолтер готов применить методы Уолтернета. Тем временем Оливия и Питер делают все, чтобы восстановить эмоциональную близость. |            |                                                                                |                    | |                  |             |                     |
| 58 | 15         | «Subject 13» «Объект 13»                                                       | Фредерик И. О. Туа | Джефф Пинкнер, Дж. Х. Уаймен и Акива Голдсман                                                      | 25 февраля 2011  | 3X6115      | 4,02                |
| 1985 год, несколько месяцев после похищения Уолтером сына Уолтернета. Это тяжелый период для обоих Бишопов, их жён, Питера и Оливии. |            |                                                                                |                    | |                  |             |                     |
| 59 | 16         | «Os» «Осмий»                                                                   | Брэд Андерсон      | Джош Сингер и Грэм Роланд                                                                          | 11 марта 2011    | 3X6116      | 3,64                |
| Каким образом самый тяжелый химический элемент может позволить человеку летать, сделать его тело легким как воздушный шарик? На какие меры готов пойти Уолтер Бишоп дабы вернуть Бэлла? |            |                                                                                |                    | |                  |             |                     |
| 60 | 17         | «Stowaway» «Безбилетник»                                                       | Чарльз Бисон       | История: Акива Голдсман, Дж. Х. Уаймен и Джефф Пинкнер Телесценарий: Даниэль Диспалтро             | 18 марта 2011    | 3X6117      | 3,80                |
| Двое людей падают с крыши. Женщина выживает при падении и уходит. Команда «За гранью» уверена, что это «тонкое место», между вселенными. |            |                                                                                |                    | |                  |             |                     |
| 61 | 18         | «Bloodline» «Родословная»                                                      | Дэннис Смит        | Эллисон Шапкер и Моника Овусу-Брин                                                                 | 25 марта 2011    | 3X6118      | 3,84                |
| Оливия Данем из параллельной вселенной готовится стать матерью, но она опасается страшного вируса, который может погубить её и ребенка Питера. Уолтернет готовит свой план... |            |                                                                                |                    | |                  |             |                     |
| 62 | 19         | «Lysergic Acid Diethylamide» «Диэтиламид D-лизергиновой кислоты»               | Джо Шаппелл        | История: Акива Голдсман, Дж. Х. Уаймен и Джефф Пинкнер Телесценарий: Дж. Х. Уаймен и Джефф Пинкнер | 25 апреля 2011   | 3X6119      | 3,65                |
| Пытаясь вернуть «спящее» сознание Оливии, Уолтер, Питер и Уильям Белл в теле Оливии принимают убойную дозу ЛСД и отправляются в путешествие по закоулкам её разума... |            |                                                                                |                    | |                  |             |                     |
| 63 | 20         | «6:02 AM EST» «6:02 утра по восточному времени»                                | Жанно Шварц        | Дэвид Уилкокс, Джош Сингер и Грэм Роланд                                                           | 22 апреля 2011   | 3X6120      | 3,33                |
| Неожиданное включение устройства приводит к серии катастроф. Питер принимает решение всё же войти в устройство, чтобы выключить его. |            |                                                                                |                    | |                  |             |                     |
| 64 | 21         | «The Last Sam Weiss» «Последний Сэм Вайс»                                      | Томас Ятско        | Моника Овусу-Брин и Эллисон Шапкер                                                                 | 29 апреля 2011   | 3X6121      | 3,52                |
| Глобальные катастрофы продолжаются. Сэм Вайс помогает Оливии в поисках «ключа», который позволит Питеру отключить «Вакуум». |            |                                                                                |                    | |                  |             |                     |
| 65 | 22         | «The Day We Died» «День нашей смерти»                                          | Джо Шаппелл        | История: Акива Голдсман, Дж. Х. Уаймен и Джефф Пинкнер Телесценарий: Дж. Х. Уаймен и Джефф Пинкнер | 6 мая 2011       | 3X6122      | 3,29                |
| Действие сериала переносится в 2026 год. В ходе выясняется, что 15 лет назад Питер, использовав машину, уничтожил другую Вселенную, но так как оба мира были неразрывно связаны, то и наш мир погибает... |            |                                                                                |                    | |                  |             |                     |